# Horizont B
Horizont B je obohacený a zhutnělý půdní horizont, ve kterém jsou zadržovány a hromaděny vyluhované a proplachované látky z horizontu A (hlavně trojmocné železo, hliník, kyselina křemičitá a půdní koloidy). Na převaze hromadících se látek je závislá barva tohoto horizontu, např. hnědý horizont obsahuje zejména železité látky, tmavočervený sloučeniny manganu nebo černošedý humus. 
Ke svému vytvoření vyžadují horizonty B poměrně dlouhou dobu a z toho vyplývá nutnost pomalé morfogeneze. 

## Další klasifikace
Do skupiny horizontů B patří:
- podpovrchové horizonty - horizonty vysvětlené, kambické, spodické, mramorované redoximorfní, glejové, reduktomorfní, ztvrdlé a cementované, horizonty s vysráženými solemi a oxidy železa, substráty a horizonty níže sola (sol je koloidní disperzní soustava tuhých částic)
- přechodné horizonty
- fosilní a pohřbené horizonty